# Петрунське сільське поселення
Петру́нське сільське поселення (рос. Петрунское сельское поселение) — муніципальне утворення у складі Інтинського міського округу Республіки Комі, Росія. Адміністративний центр — село Петрунь.

## Населення
Населення — 511 осіб (2010; 662 у 2002, 716 у 1989).

## Склад
До складу поселення входять такі населені пункти:
| Населений пункт  | Населення, осіб (1989) | Населення, осіб (2002) | Населення, осіб (2010) |
| ---------------- | ---------------------- | ---------------------- | ---------------------- |
| Костюк, селище   | 12                     | 4                      | 3                      |
| Петрунь, село    | 614                    | 575                    | 439                    |
| Рогова, присілок | 90                     | 83                     | 69                     |